# Centraal Museum
Het Centraal Museum is gelegen in de stad Utrecht. Het Centraal Museum heeft een uitgebreide collectie oude en moderne kunst, mode, toegepaste kunst en ook het nijntje museum en het Rietveld Schröderhuis maken deel uit van het Centraal Museum.

## Geschiedenis

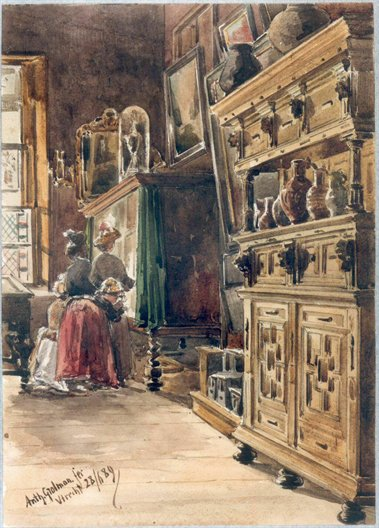
De voorloper van het museum in het Utrechtse stadhuis - tekening uit 1889 door Anthony Grolman.

In de 19de eeuw ontstond de behoefte om de reeds aanwezige oudheidkundige voorwerpen, verzameld door de stad Utrecht, uit te breiden en tentoon te stellen in een museum. In 1830 kwam er een museum in het Utrechtse stadhuis dat onder beheer kwam te staan van de stadsarchivaris. De openstelling voor het publiek vond op 5 september 1838 plaats en werd verricht door de Utrechtse burgemeester Van Asch van Wijck. Het museum bestond uit een tentoonstellingsruimte van vier kamers op de bovenste verdieping van het stadhuis. Voor een kwartje per persoon kon het Utrechtse publiek elke woensdagmiddag anderhalf uur lang kennismaken met de kunstschatten van de stad. De gedachte hierachter was dat iedereen van de stadscollectie kon genieten. Bezoekers kregen bij binnenkomst een catalogus mee met de titel: Verzameling van Oud Beeldwerk en andere oudheden, Teekeningen en Schilderijen, meestal tot de Stad Utrecht betrekking hebbende en behoorende tot het Archief derzelve stad. Van Asch van Wijck was een belangrijke stimulator achter het museum en hij streefde verdere ordening en uitbreiding van de collectie na. Na zijn dood in 1843 brak een periode van verwaarlozing aan. Het Stedelijk Museum van Oudheden in het stadhuis was weliswaar het eerste in zijn soort in Nederland maar feitelijk een oudheidskamer waar alleen een kenner goed wegwijs kon worden.
Samuel Muller Fz. werd in 1874 archivaris van de stad Utrecht en in datzelfde jaar kwam het museum onder zijn beheer. Al spoedig liet hij het opknappen en herinrichten. Muller ordende de voorwerpen daarin op chronologie en soort. Tevens liet hij een uitgebreide speurtocht ondernemen op andere plaatsen waar mogelijk nog interessante voorwerpen zouden kunnen zijn, die hij vervolgens in bruikleen of eigendom vroeg.
Door de groeiende collectie ontstond ruimtegebrek en in 1891 verhuisde onder Mullers beheer het museum van het stadhuis naar de ruim bemeten buitenplaats Het Hoogeland aan de Biltstraat. Hier werden door met name Muller onder meer meerdere stijlkamers ingericht en werden de collecties gaandeweg uitgebreid. Het museum werd toegankelijker voor de niet-kenner en het jaarlijkse bezoekersaantal dat in het stadhuis de laatste jaren rond de 2000 lag, liep op Het Hoogeland al snel op naar boven de 20.000. Op zondagmiddag was het gratis te bezoeken. Na verloop van tijd daalden de bezoekersaantallen en vonden diverse gemeentelijke campagnes plaats om meer mensen naar het museum te trekken. Door de uitdijende museumcollecties ontstond ook hier weer ruimtegebrek. Van Muller kwam rond 1900 het idee alle Utrechtse musea voor oude kunst samen te voegen in een centraal museum.
1921 is een belangrijk jaar voor het Centraal Museum. Het museum is vanaf nu naar Mullers idee gevestigd in het middeleeuwse Agnietenklooster aan het Nicolaaskerkhof. De stedelijke collectie werd samengevoegd met verschillende particuliere collecties en ondergebracht in één gecentraliseerd museum, waar de naam Centraal Museum ook van is afgeleid. Zo werden onder andere de verzamelingen van het genootschap Kunstliefde, het Aartsbisschoppelijk museum en het Utrechtsch Museum van Kunstnijverheid aan de stadscollectie toegevoegd. De inrichting van het nieuwe museum leverde echter al snel kritiek op omdat het te vol en te onoverzichtelijk zou zijn. Gaandeweg is de opzet diverse malen veranderd.
De collectie van het Provinciaal Utrechts Genootschap, met ruim 10.000 veelal Romeinse voorwerpen afkomstig uit het castellum Fectio, werd in 1995 overgedragen aan de gemeente Utrecht en is toegevoegd aan het Centraal Museum.
In 1987 is het oude stallencomplex op het achterterrein verbouwd tot expositieruimte voor tijdelijke tentoonstellingen. Het is door een ondergrondse gang verbonden met het hoofdgebouw. Tegelijk is er daar een aula gebouwd. Deze verbouwing en uitbreiding waren naar ontwerp van de Utrechtse architect Mart van Schijndel.
Het Centraal Museum werd in 1999 verbouwd door de Vlaamse architecten Stéphane Beel, Lieven Achtergael en Peter Versseput. Er kwam een nieuw glazen entreegebouw van twee verdiepingen met een vijf verdiepingen hoge glazen toren met lift en trappen. Verder een kindermuseum en een multimediaal informatiecentrum. Voor het interieur tekende de bekende Nederlandse ontwerper Richard Hutten, die de boekwinkel en het restaurant ("de Refter") vormgaf. De suppoosten kregen uniformen, ontworpen door Viktor & Rolf, met een spijkerjasje en een groene sjerp, maar dit uniform is slechts enkele jaren gebruikt. Het kindermuseum werd na enkele succesvolle jaren gesloten.
Na een verbouwing die in januari 2014 startte, werd de entree weer verplaatst naar de straatzijde. De expositieruimte werd uitgebreid, de looproute binnen het gebouw werd verbeterd en het entreegebouw werd omgebouwd tot een museumcafé dat ook zonder kaartje en ook 's avond toegankelijk is. Verder werd het dick brunahuis verbouwd en ging het verder als nijntje museum.

## Collectie
De collectie van het Centraal Museum bevat ruim 50.000 objecten en bestaat uit hedendaagse tekeningen, historische kostuums, abstracte schilderijen en oudheidkundige vondsten. Objecten in de collectie zijn onder andere de Centraal Museum stoel van Richard Hutten (1999), het pronkpoppenhuis van Petronella de la Court (1670-1690) en het Utrechtse schip, een 1000 jaar oud schip dat in 1930 gevonden is aan de Van Hoornekade in Utrecht.
De modecollectie bestaat uit ongeveer 8000 stuks, variërend van kostuums uit de 18de eeuw tot aan ontwerpen van Viktor & Rolf. Het Centraal Museum verzamelt bovendien werk van sieraadontwerpers. De verzameling maakt deel uit van de collectie Toegepaste kunst en vormgeving en bevat objecten van de hand van onder meer Paul Derrez, Chris Steenbergen, Emmy van Leersum, Cris Agterberg, Gijs Bakker en Marion Herbst. Het museum deelt (een gedeelte van) deze modecollectie via Modemuze met een breder publiek.
Het Centraal Museum is de thuishaven van de Utrechtse kunstenaars als Dick Bruna en Gerrit Rietveld, maar ook van de Utrechtse caravaggisten Gerard van Honthorst en Hendrick ter Brugghen, navolgers van de Italiaanse schilder Caravaggio. Verder zijn te noemen: Abraham Bloemaert, Jan van Scorel, Pyke Koch en Joop Moesman. Dankzij de laatste was Utrecht het middelpunt van het surrealisme in de jaren dertig en veertig van de 20ste eeuw.
Daarnaast bezit het Centraal Museum ook de grootste collectie Rietveldontwerpen en is het beheerder van het Rietveld Schröderhuis dat volledig gebouwd is naar de ideeën van de Stijl. Het Rietveld Schröderhuis staat op de Werelderfgoedlijst van Unesco en is toegankelijk voor publiek.

Sinds 2007 is in de Nicolaïkerk, de kerk naast het museum, een selectie uit de collectie middeleeuwse sculptuur van het Centraal Museum te zien. Utrecht kende tot 1550 een bloeiende beeldhouwkunst. Door beeldenstormen, natuurrampen en stadsvernieuwing ging veel van de Utrechtse middeleeuwse beeldhouwkunst verloren. Later teruggevonden beeldhouwwerk behoort nu tot de collectie van het Centraal Museum.

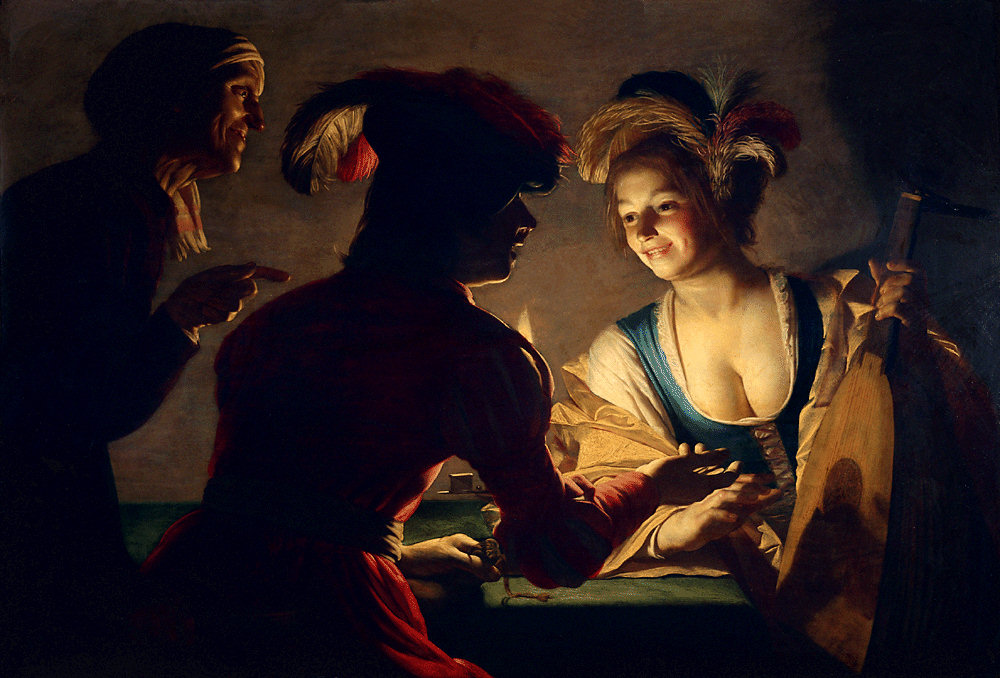
Gerard van Honthorst: De koppelaarster (1625)
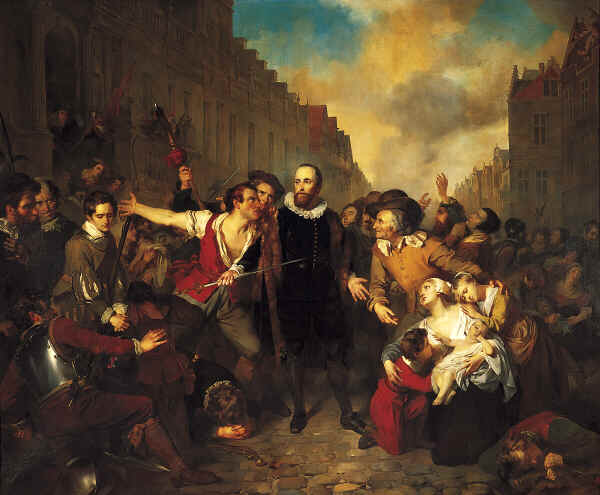
Gustaaf Wappers: De zelfopoffering van burgemeester Van der Werff (1829)
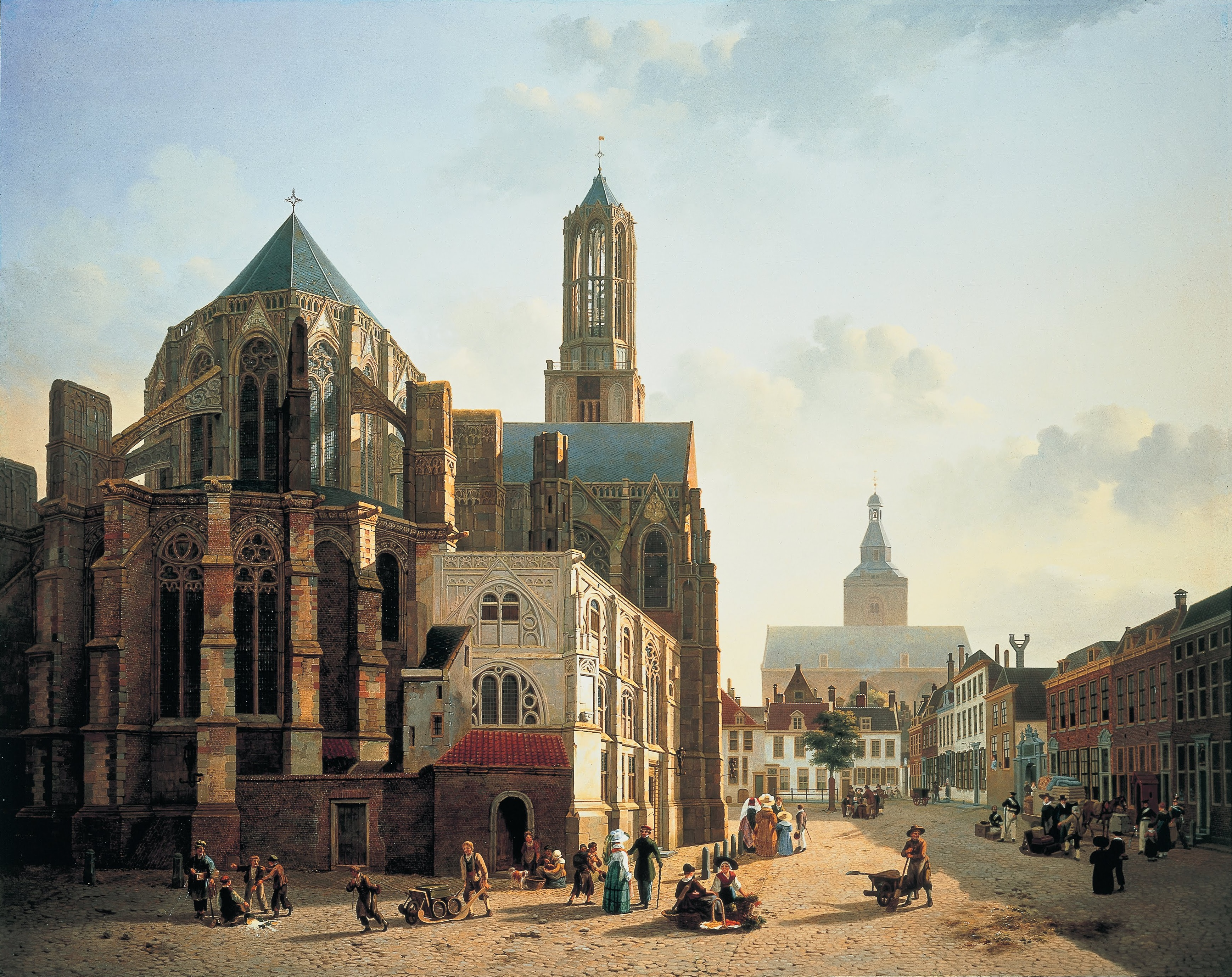
Jan Hendrik Verheijen: Gezicht op het koor en de toren van de Domkerk te Utrecht (1829)
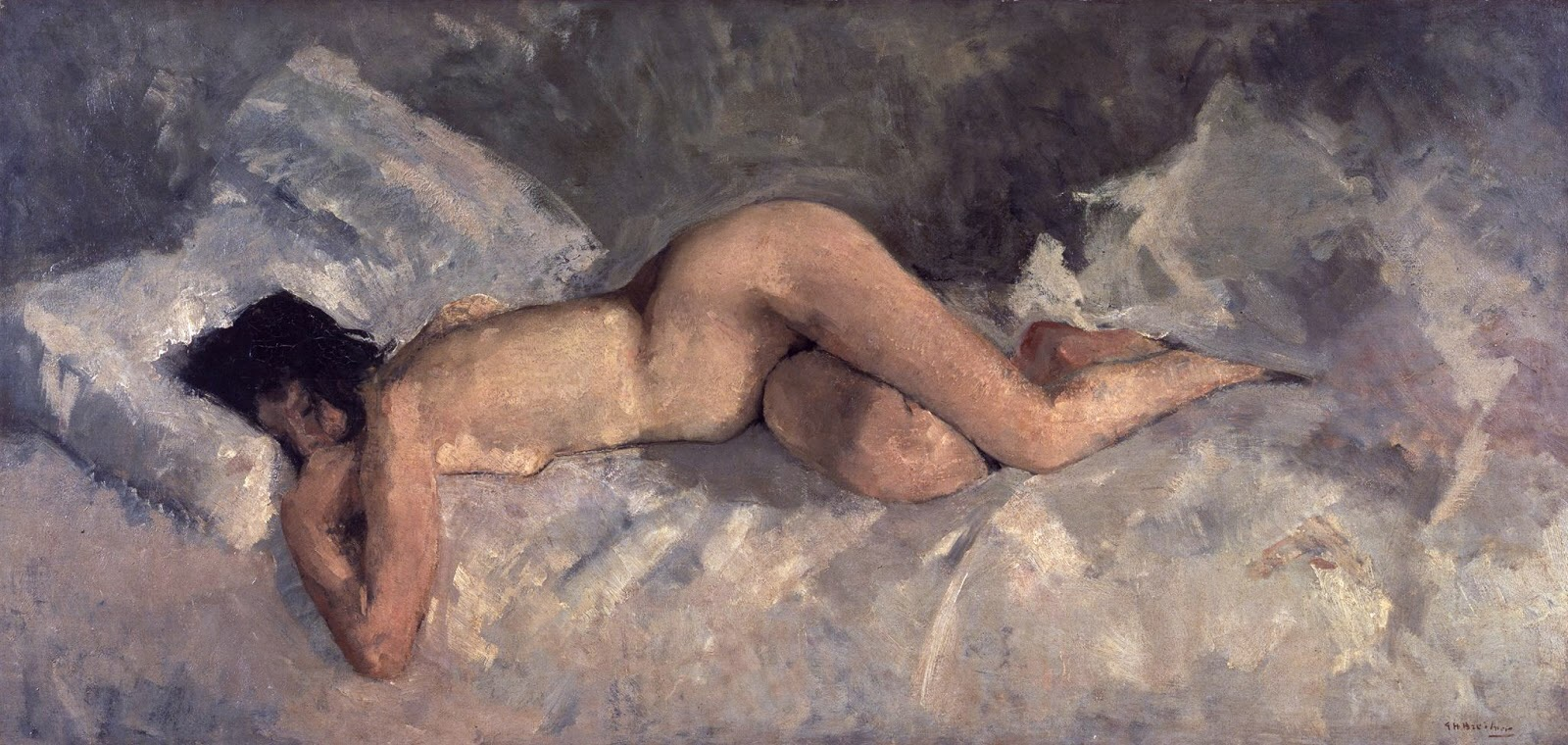
George Hendrik Breitner: Liggend naakt (circa 1887)
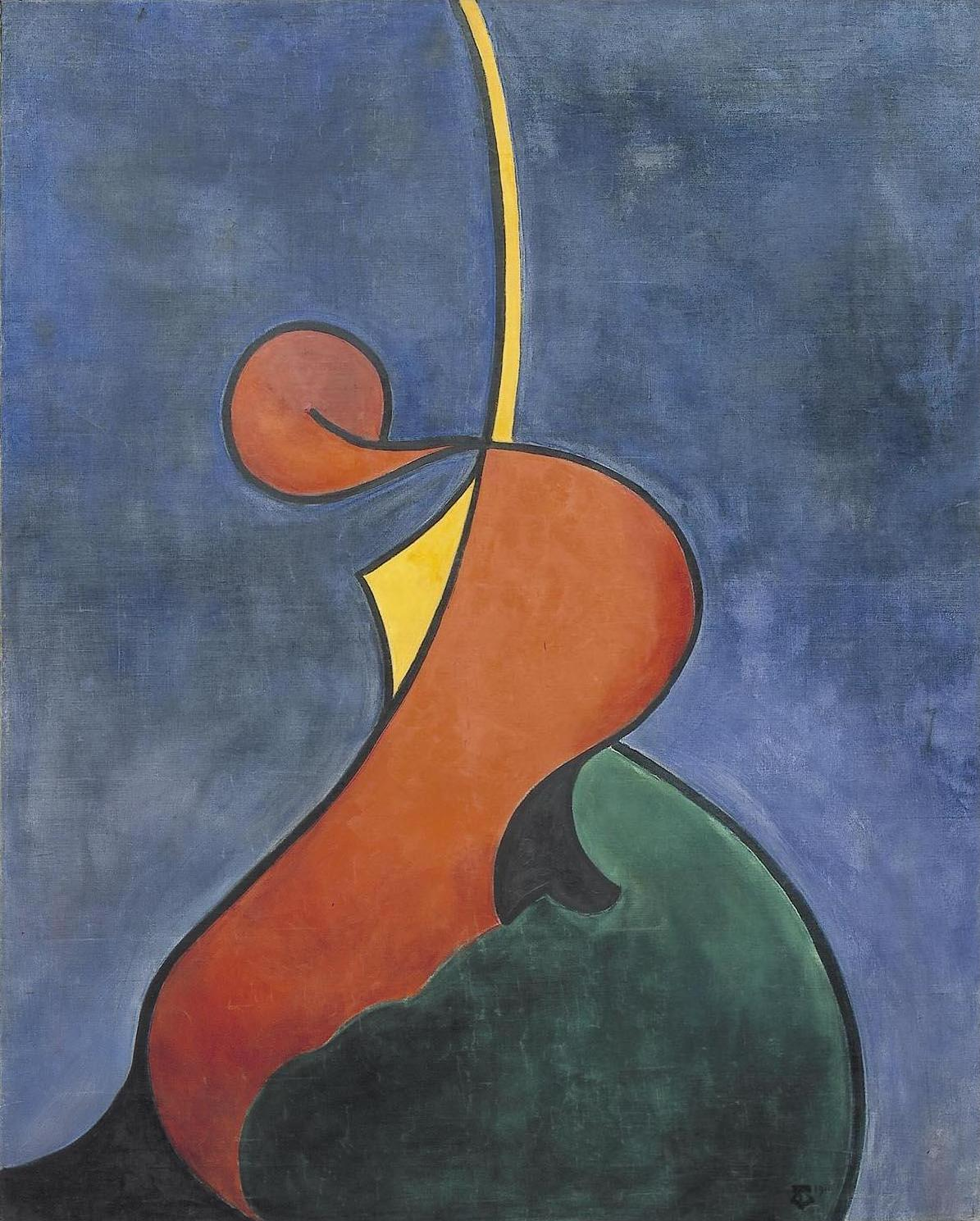
Theo van Doesburg: Mouvement héroïque (1916)
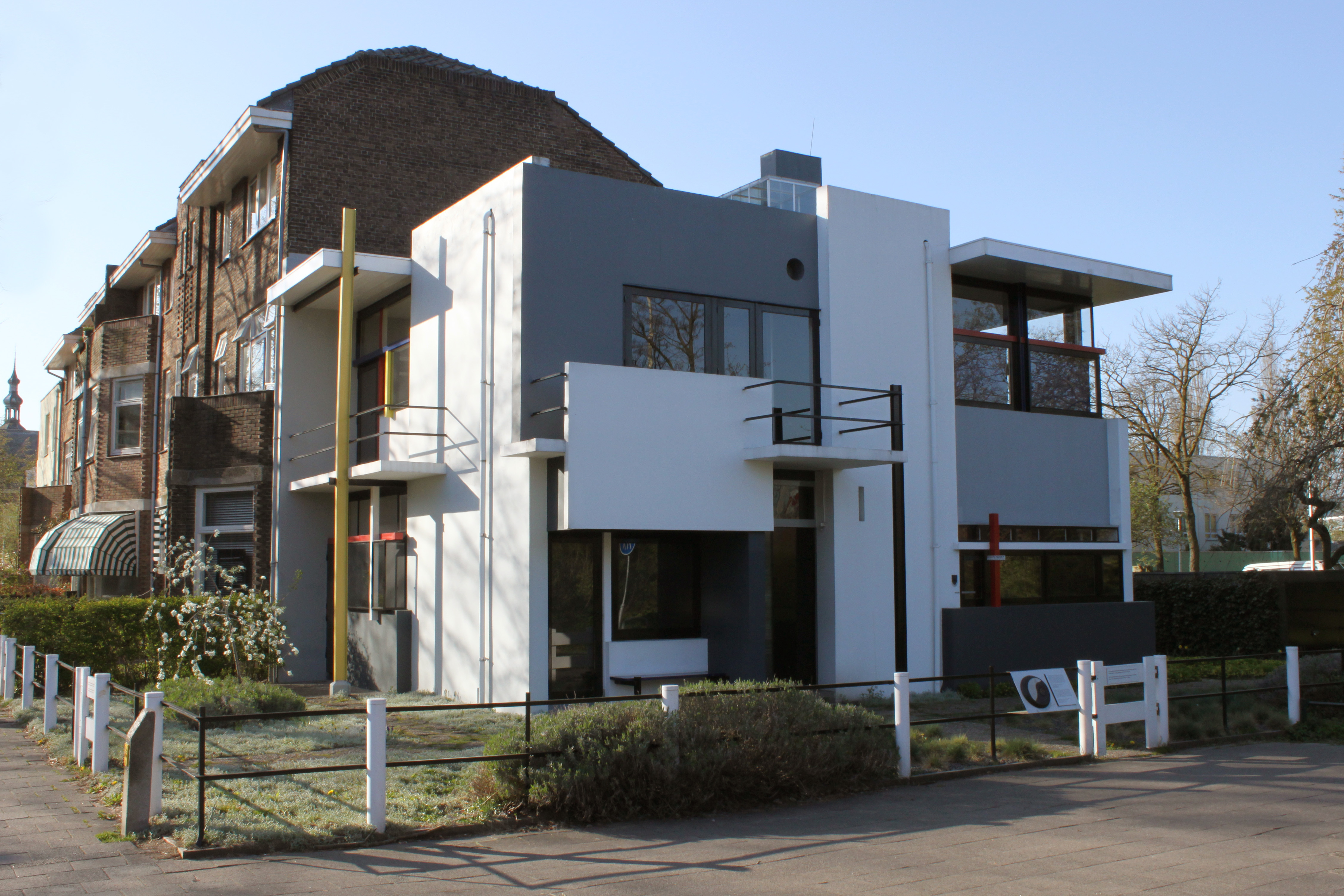
Rietveld Schröderhuis
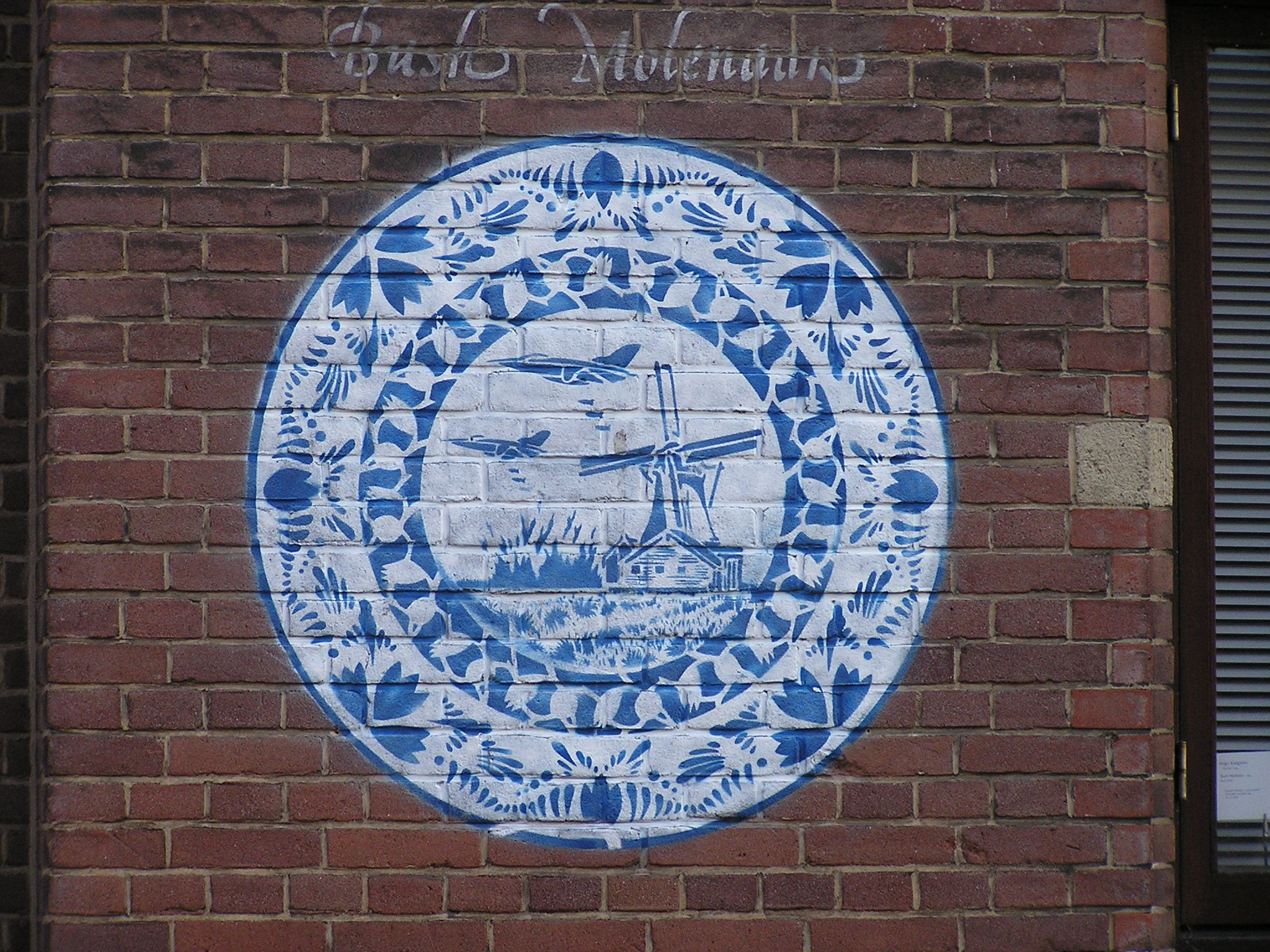
Werk van Hugo Kaagman op de buitenmuur van het Centraal Museum (1992)
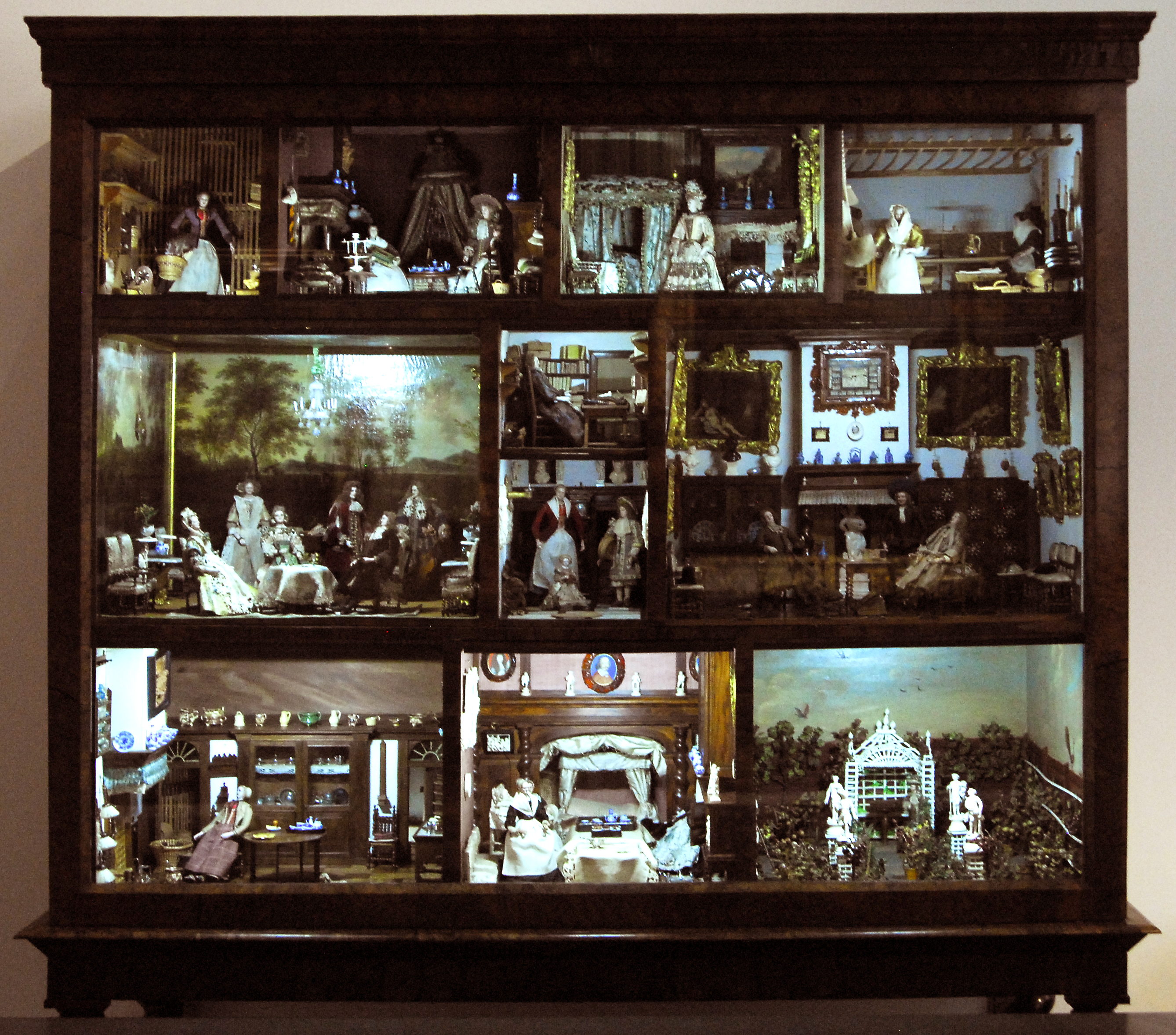
Het pronkpoppenhuis van Petronella de la Court (1670-1690)
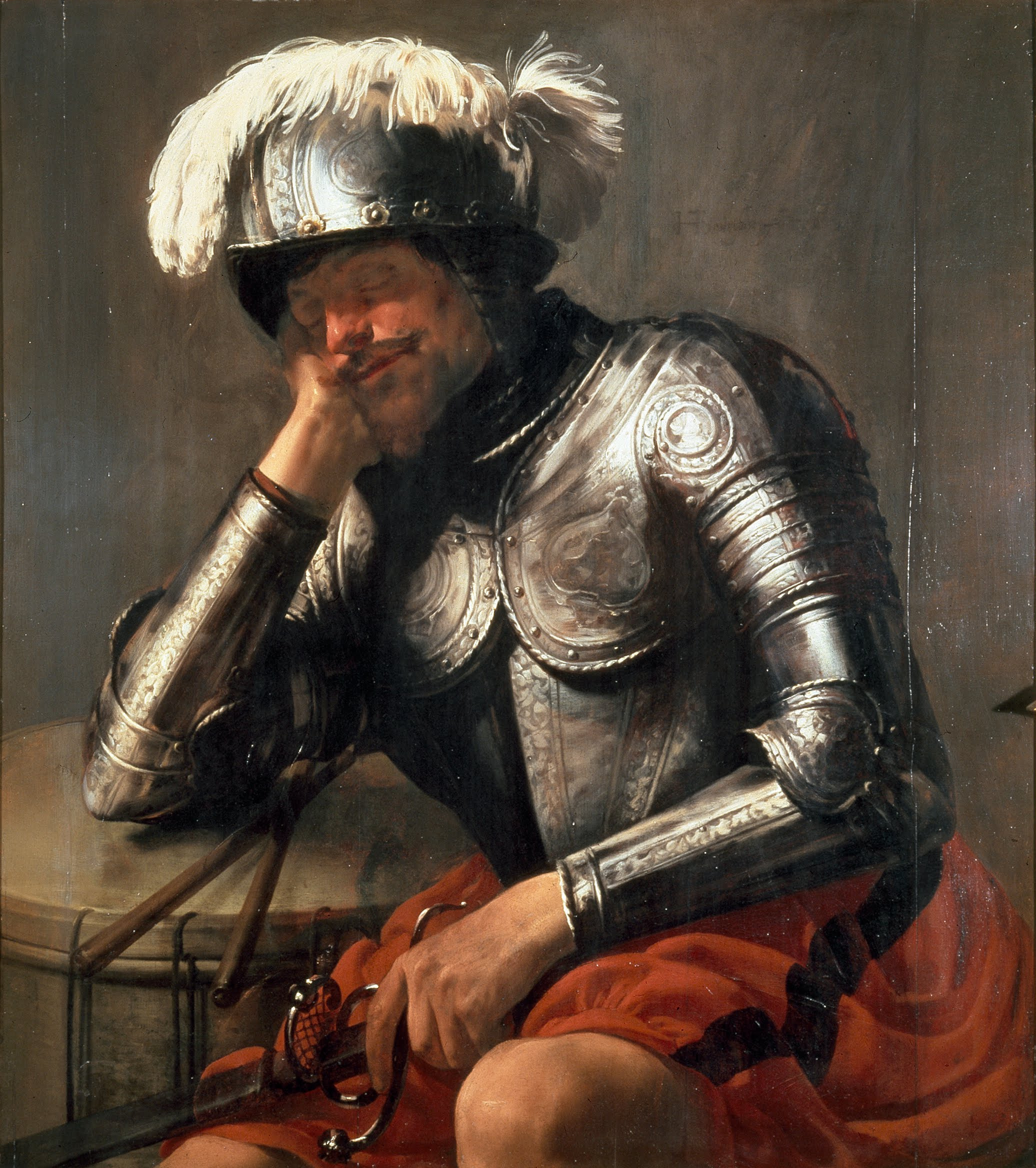
Hendrick ter Brugghen, Slapende Mars (1629)
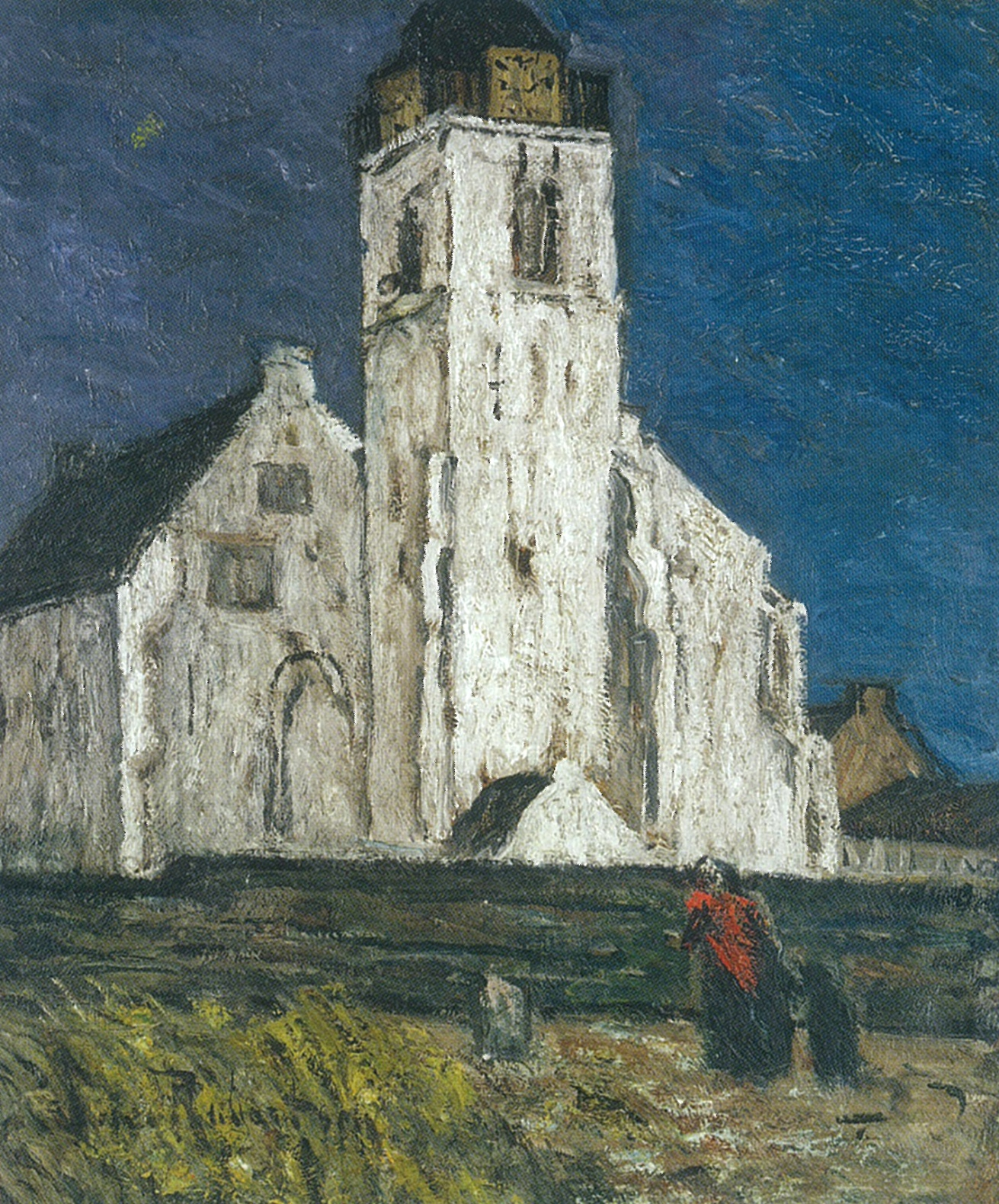
Suze Robertson, Kerk te Katwijk (1915-20)